# Andrew Rae Duncan
Sir Andrew Rae Duncan PC (* 3. Juni 1884; † 30. März 1952) war ein britischer Wirtschaftsmanager und Politiker der Conservative Party, der zwischen 1940 und 1950 Mitglied des Unterhauses (House of Commons) sowie während des Zweiten Weltkrieges sowohl Handelsminister (President of the Board of Trade) als auch Versorgungsminister (Minister of Supply) war.

## Leben
Duncan war zunächst als Manager tätig und unter anderem Direktor der Bank of England sowie von Imperial Chemical Industries (ICI). Bereits am 11. Februar 1921 wurde er im Alter von 36 Jahren zum Knight Bachelor geschlagen und führte seither den Namenszusatz „Sir“. 1927 wurde er Vorstandsvorsitzender des Dachverbandes der Elektrizitätsindustrie (Central Electricity Board), der aufgrund des Elektrizitätsversorgungsgesetzes von 1926 (The Electricity (Supply) Act 1926) entstanden war. Im Anschluss war er von 1935 bis 1945 Vorsitzender des Dachverbandes der Eisen- und Stahlindustrie (British Iron and Steel Federation), wo der spätere Unterhausabgeordnete und Minister Aubrey Jones sein Assistent war. Am 9. Januar 1940 wurde er Mitglied des Geheimen Kronrates (Privy Council).
Bei einer Nachwahl (By-election) wurde Duncan am 5. Februar 1940 für die Conservative Party im Wahlkreis City of London zum Mitglied des House of Commons gewählt und gehörte diesem bis zum 23. Februar 1950 an. Am 10. Mai 1940 übernahm er in der Kriegsregierung von Premierminister Winston Churchill erstmals das Amt als Handelsminister (President of the Board of Trade) und behielt dieses Amt bis zum 3. Oktober 1940. Danach fungierte er nach einer Kabinettsumbildung vom 3. Oktober 1940 bis zum 29. Juni 1941 zum ersten Mal als Versorgungsminister (Minister of Supply). Danach war er zwischen dem 29. Juni 1941 und dem 4. Februar 1942 erneut Handelsminister, ehe er nach einer weiteren Regierungsumbildung am 4. Februar 1942 abermals Minister für Versorgung wurde. Dieses Ministeramt bekleidete er auch in der Übergangsregierung Churchill zwischen dem 23. Mai und dem 26. Juli 1945.